# Neumühle (Remptendorf)
Neumühle ist ein Anwesen der Gemeinde Remptendorf im Saale-Orla-Kreis in Thüringen.

## Lage
Die Neumühle liegt südwestlich des Ortsteils Gahma im Sormitztal an der Bundesstraße 90 und an der Bahnstrecke nach Bad Lobenstein. Dort sind rechts und links des Tales Wälder des Südostthüringer Schiefergebirges.

## Geschichte
Am 23. Mai 1449 wurde die Neumühle erstmals urkundlich erwähnt. Die Mühle ist in ihrer ehemaligen Form nicht mehr erhalten, die neuen Gebäude tragen aber noch ihren Namen. Ein ehemaliger Steinbruch an der Mühle dient Geologen als Forschungsstätte.